# Carpornis
Carpornis (besseneters) is een geslacht van vogels uit de familie cotinga's (Cotingidae). Het geslacht telt twee soorten.

## Soorten
- Carpornis cucullata – Zwart-gele besseneter
- Carpornis melanocephala – Zwart-groene besseneter